# Chondrite carbonée
Les chondrites carbonées, ou chondrites de type C, sont des chondrites (des météorites indifférenciées) riches en carbone (d'où la lettre C indiquant le type), et dans lesquelles le fer est majoritairement oxydé (présent dans les silicates à l'état d'oxydation II et non dans les phases métalliques à l'état 0). Elles ont probablement pour corps parents des astéroïdes de type C.
En fonction de leur composition on divise les chondrites carbonées en dix groupes (CB ou bencubbinites, CH, CI, CK, CL, CM, CO, CR, CV et CY), plus un grand nombre de météorites non groupées. Certaines chondrites carbonées (par exemple Murchison et Murray) contiennent des composants organiques, notamment des acides aminés.

## Classification
| Groupe                        | Caractéristiques | Chute de référence                                                                                            |
| ----------------------------- | --- | --- |
| Chondrites CB (bencubbinites) | Au moins 50 % de métal, et une fraction silicatée similaire à celle des chondrites CR                                                                | Bencubbin |
| Chondrites CH                 | Présence de micro-chondres, riche en métal, pauvre en volatils, mélange de fer pur et de carbone (très rare)                                         | |
| Chondrites CI                 | Absence de chondres, 3 à 5 % de carbone, 20 % eau, silicates hydratés, magnétite, sulfures, acides aminés, composés organiques, densité de 2,5 à 2,9 | Ivuna, tombée le 16 décembre 1938 en Tanzanie                                                                 |
| Chondrites CK                 | Présence de gros chondres, silicates sombres, métal absent, beaucoup d'oxygène (rare)                                                                | Karoonda, tombée en 1930 en Australie                                                                         |
| Chondrites CL                 | Très faible proportion de la matrice (17–21 vol%), position très particulière dans le diagramme є(54Cr)-є(50Ti)                                      | Loongana 001                                                                                                  |
| Chondrites CM                 | Présence de mini-chondres, 0,6 à 2,9 % de carbone, 13 % eau, débris d'olivine et de pyroxène, densité de 3,4 à 3,8                                   | Mighei, tombée le 18 juin 1889 en Ukraine ; météorite de Winchcombe, tombée le 28 février 2021 en Angleterre. |
| Chondrites CO                 | Mini-chondres, 0,21 à 1 % de carbone, moins de 1 % d'eau, densité de 3,4 à 3,8                                                                       | Ornans, tombée le 11 juillet 1868 en France                                                                   |
| Chondrites CR                 | Agglomérat de chondres primitifs liés par du carbone pur, présence d'eau (rare)                                                                      | Renazzo, tombée en 1824 en Italie                                                                             |
| Chondrites CV                 | Présence de gros chondres, l'une de celles qui contiennent le plus d'éléments pré-solaires                                                           | Vigarano, tombée le 22 janvier 1910 en Italie                                                                 |
| Chondrites CY                 | Chondrites carbonées semblables au type CI ou au type CM mais appauvries en hydrogène et en chlore                                                   | |
| Chondrites C non groupées     | Chondrites carbonées ne pouvant pas être rattachées à l'un des groupes. Notamment : Tagish Lake et Tarda.                                            | Chondrites carbonées ne pouvant pas être rattachées à l'un des groupes. Notamment : Tagish Lake et Tarda.     |

### Chondrites CB (bencubbinites)
| - Fragment de la météorite de Bencubbin, conservé à la Smithsonian Institution (Washington, États-Unis). - Météorite de Gujba, trouvée au Nigeria. |

Le groupe des bencubbinites a été défini en 1998 sur la base des quatre météorites Bencubbin, Weatherford, HH 237 et GRO 95551, avec les caractéristiques suivantes :
- des silicates très réduits (Fs et Fa ≤ 3 %) ;
- beaucoup de Fe-Ni métallique ( ≥ 50 %), et rapport Ni/Co voisin de celui du Soleil ;
- des chondres barrés, constitués d'olivine ;
- rapports des concentrations en éléments lithophiles sur celles des chondrites CI : ~1 pour les éléments réfractaires mais < 0,2 pour les éléments volatils ;
- des compositions isotopiques de l'oxygène sur la droite de mélange définie par les chondrites CR ;
- de fortes anomalies en azote 15 (δ15N jusqu'à 1 000 ‰).

Bien qu'elles contiennent plus de 50 % de Fe-Ni métallique, les bencubbinites ne sont pas classées parmi les mésosidérites parce que la composition chimique et minéralogique de leur partie silicatée est très semblable à celle des chondrites CH et CR.

### Chondrites CL
Les chondrites CL forment un groupe défini en 2021 sur la base de cinq chondrites carbonées précédemment non groupées : Loongana 001 (le lithotype), Coolidge, LoV 051, NWA 033 et NWA 13400. Les caractères distinctifs de ce groupe sont :
- la concentration en métal (Fe-Ni) est considérablement plus élevée que pour les chondrites CV, mais similaire à celle des CR ;
- la distribution de l'abondance et de la taille des chondres est similaire à celle des CV, mais différente de celle des CR ;
- l'abondance moyenne des CAI est de 1,4 vol%, donc inférieure à celle des CV mais bien plus élevée que celle des CR ;
- la matrice est particulièrement peu abondante (17–21 vol%), la plus faible parmi les principaux groupes de chondrites carbonées (CI, CM, CO, CV, CR et CK) ;
- la concentration de la matrice en Al2O3 est plus faible, et celles en MgO et Cr2O3 plus fortes, que dans les CV, CK et CR ;
- les éléments volatils (Mn, Na, K, Rb, Cs, Zn, Se, Te, Pb et Tl) sont très peu abondants, comparés aux principaux groupes ;
- la composition isotopique de l'oxygène (Δ17O de −3,96 à −5,47 ‰) obéit à l'alignement CCAM et chevauche partiellement les champs des CV et des CK ;
- la position dans le diagramme є(54Cr)-є(50Ti) est très particulière, avec des valeurs de є(54Cr) similaires à celles des CV, CK et CO, mais des valeurs de є(50Ti) similaires à celles des CR.

Les éléments lithophiles (notamment Si, Al et Mg) sont présents dans des proportions similaires à celles des autres groupes. Toutes les chondrites CL étudiées jusqu'à présent sont de type pétrologique 3,9 à 4, et l'olivine est presque équilibrée (Fa12,5-14,7), signes d'un métamorphisme thermique efficace dans le corps parent.

### Chondrites CM
Les chondrites CM (M en référence à la météorite de Mighei) sont le sous-type le plus fréquent des chondrites carbonées.

### Chondrites CV
Les chondrites CV, ainsi nommées d'après la météorite de Vigarano, se caractérisent par la présence de gros chondres et l'abondance en isotopes pré-solaires. Les deux CV les plus massives sont Allende (environ 2 t) et NWA 4502 (plus de 100 kg).
Sur la base d'arguments minéralogiques, les météorites CV sont réparties en trois sous-groupes : réduites (CVRed, lithotype : Vigarano), oxydées de type A (CVOxA, Allende) et oxydées de type B (CVOxB, Bali). Les sous-groupes sont classiquement considérés comme provenant d'un même corps parent, mais après avoir subi des événements métasomatiques à différentes températures et dans différentes conditions redox.
En 2020, l'étude pétrographique (taille et abondance modale des chondres) et isotopique (rapports 18O/16O) de 53 chondrites CV conduit à une interprétation différente : les météorites CVOxA et CVOxB proviennent vraisemblablement d'un même corps parent (les CVOxA représentant des niveaux plus profonds et plus métamorphisés que les CVOxB), mais les météorites CVOx et CVRed proviennent de deux corps parents distincts.

### Chondrites CY
Les chondrites CY (type Yamato) sont un groupe de chondrites carbonées métamorphisées thermiquement. Bien qu'elles partagent des similitudes avec les chondrites CM et CI, leurs propriétés plaident en faveur d'une classification distincte : oxygène « lourd » (δ17O = 10 ‰, δ18O = 21 ‰, Δ17O = 0 ‰), abondance exceptionnellement élevée en sulfures (10–30 vol. %), faible abondance de l'hydrogène et du chlore. En 2025 on en dénombre 12, la plupart récoltées sur le glacier Yamato (en), en Antarctique.
Sur la base de l'abondance des éléments modérément volatils Mn et S, le groupe CY se divise en deux, le sous-groupe CYi présentant des concentrations similaires à celles des chondrites CI non antarctiques et le sous-groupe CYm présentant des concentrations intermédiaires entre celles des CI et des CM. Il est probable que chaque sous-groupe corresponde à un corps parent distinct.